# Harold Godwinson
Harold Godwinson, de vegades anomenat Harold II d'Anglaterra (c. 1022 – 14 d'octubre del 1066), va ser el darrer rei anglosaxó d'Anglaterra al segle xi. Fill gran del comte Godwin de Wessex, va trair Guillem de Normandia, d'acord amb la crònica normanda, ja que, tot i haver-li jurat vassallatge, se'n va desdir i es va autoproclamar rei d'Anglaterra.
Només va regnar nou mesos, ja que va morir en la batalla de Hastings lluitant contra la invasió normanda liderada per Guillem, el qual es va proclamar rei d'Anglaterra.

## Orígens familiars
Harold era el fill gran de Godwin de Wessex, el poderós comte de Wessex, i Gytha Thorkelsdóttir, cunyada del rei Canut II de Dinamarca. El seu oncle, Ulf Thorgilsson, estava casat amb la germana de Canut, i el seu fill fou el futur rei Svend II de Dinamarca.
Per via paterna, els Godwin eren uns nobles originaris de Sussex. El seu pare va servir a Canut i a la mort d'aquest va participar en diverses intrigues durant la lluita pel poder entre els fills del rei Hardecanut i Harold Harefoot. També es diu que va fer assassinar Alfred Aetheling, també pretenent al tron i germà petit del futur rei Eduard el Confessor.
Així, Godwin de Wessex va anar canviant de bàndol i sobrevivint tots els reis, mantenint-se en el poder, fins al punt de casar la seva filla amb el rei Eduard.
Godwin va tenir molts fills i filles: Sweyn, Harold, Tostig, Gyrth, Leofwine i Wulfnoth foren els fills mascles, i Edith de Wessex, Gunhild i Ælfgifu les noies.
Harold, doncs, fou el segon fill mascle, nascut al voltant del 1020.

## Noble anglès
Quan la seva germana Edit es va casar amb el rei Eduard, el 23 de gener del 1045, Harold va esdevenir comte d'Ànglia de l'Est, amb la missió de defensar les costes de l'amenaça vikinga i del rei Magne Olavsson de Noruega. Per aquell temps, Harold va començar la seva relació amb Edit la Formosa, hereva de terres de Cambridgeshire, Suffolk i Essex, amb qui es va casar segons les tradicions daneses, importades pels vikings i que havien arrelat a Anglaterra.
El 1047, el seu germà gran Sweyn va escapar a l'exili després de segrestar l'abadessa de Leominster i les seves terres foren repartides entre Harold i el seu cosí Beorn. Dos anys més tard, mentre Harold liderava un conjunt de naus de guerra en suport de l'emperador Enric III del Sacre Imperi Romanogermànic contra Balduí V de Flandes, Sweyn tornava a Anglaterra per demanar perdó al rei i recuperar els seus dominis, però Harold i Beorn es van negar a retornar-li les terres, així que Sweyn es va veure obligat a marxar de nou, no sense abans venjar-se assassinant el seu cosí Beorn.
El 1051 fou el torn del seu pare, el comte Godwin de Wessex, de fugir a l'exili per unes disputes amb el rei, però en aquesta ocasió Harold va marxar amb ell, ajudant-lo a recuperar la seva posició tot just un any més tard. Quan Godwin va morir el 1053, Harold el va succeir com a comte de Wessex, convertint-se en la persona més poderosa d'Anglaterra després del mateix rei.
Com el seu pare, Harold era el cap visible de l'oposició anglesa contra la creixent influència normanda originada pel rei Eduard, que havia retornat a Anglaterra després d'haver estat 25 anys exiliat a Normandia. També va liderar diverses campanyes contra Gruffydd ap Llywelyn, governant de Gal·les, a qui va derrotar i donar mort.

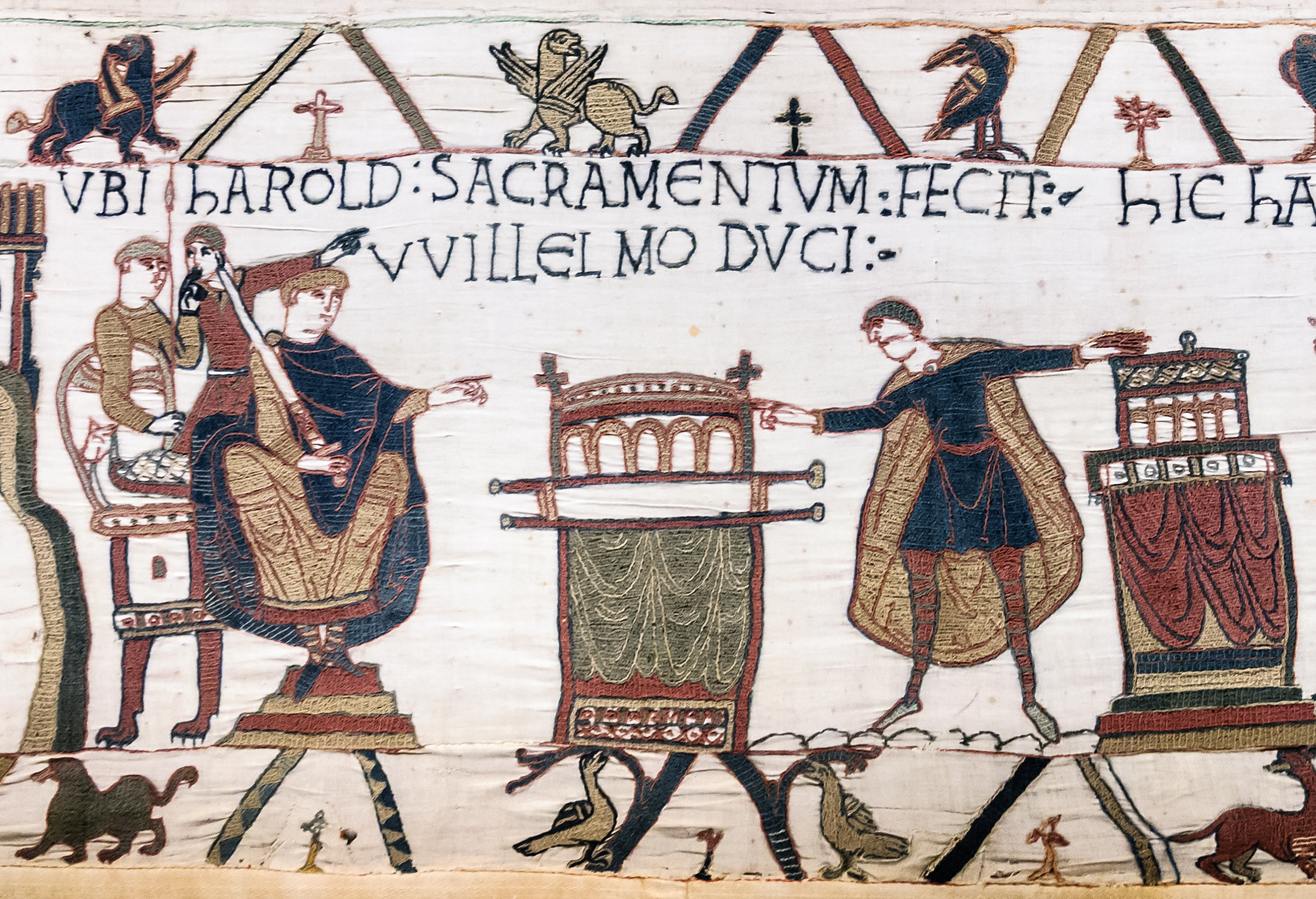
HAROLD SACRAMENTUM FECIT WILLELMO DUCI ("Harold presta jurament al Duc Guillem").

El 1064 Harold va naufragar davant les costes de Normandia, sense que estigui clar què el va portar a emprendre el viatge, i allí fou capturat per Guiu I de Ponthieu, qui els va empresonar a Beaurainville. Però el duc de Normandia, Guillem el Bastard va ordenar que l'alliberessin i Harold va entrar al seu servei, acompanyant-lo en una campanya contra Conan II de Bretanya. Pel seu valor en la campanya, Guillem va ordenar Harold cavaller i a canvi, Harold li va prestar jurament de fidelitat i va reconèixer el dret de Guillem al tron d'Anglaterra.
De tornada a casa, Harold es va enfrontar al seu germà Tostig, comte de Northumbria, per un afer d'imposts. Harold va donar suport al seu cunyat Morcar, qui va derrocar Tostig. Aquest, en venjança, es va aliar amb Harald III de Noruega.

## Regnat

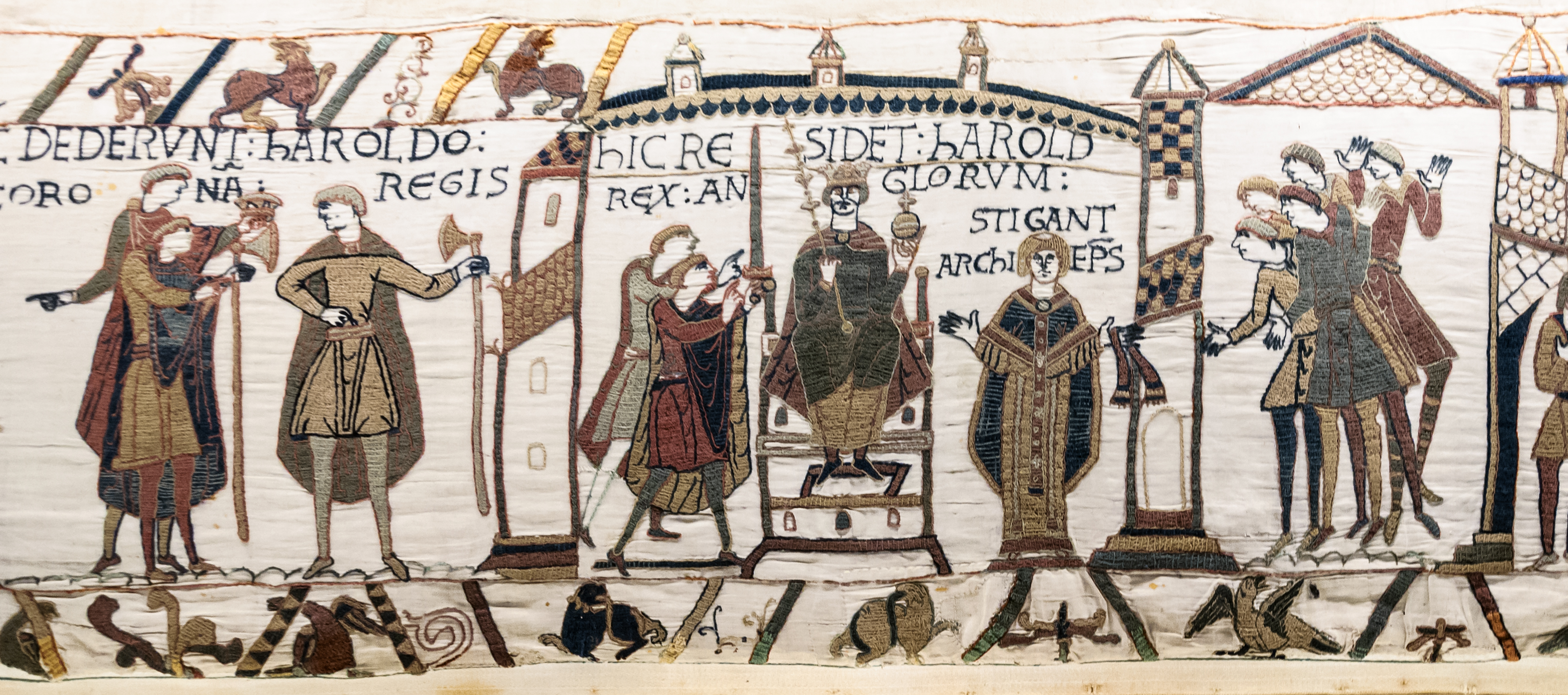
Coronació de Harold (Tapís de Bayeux).

El 1065, el rei Eduard el Confessor queia malalt sense aclarir les seves preferències sobre la successió a la corona. Primerament havia designat Eduard l'Exiliat com el seu hereu, però aquest va morir només dos dies després d'arribar a Anglaterra.
Aparentment, poc abans de morir, Eduard el Confessor va recobrar la consciència per encomanar el regne a Harold, si bé qualsevol referència o testimoni d'aquest fet és prou ambigu. Quan el consell de nobles o witenagemot es va reunir l'endemà de la seva mort, va escollir Harold com a nou rei i aquest fou coronat per l'arquebisbe de York Ealdred el 6 de gener a l'Abadia de Westminster.
En sentir això, el duc de Normandia Guillem el Bastard es va enfurismar. Guillem era cosí del rei Eduard i segons ell, aquest li havia promès la corona anglesa. A més, durant la seva estança a Normandia, Harold li havia prestat jurament i havia reconegut els seus drets, jurament que ara Harold no tenia cap intenció de mantenir, al·legant que no podia contradir la decisió del witenagemot.
Guillem va començar a planejar la invasió d'Anglaterra, però la seva flota es va veure atrapada gairebé set mesos a port degut a vents adversos. Harold, que l'esperava a l'illa de Wight es va quedar sense subministraments i el 8 de setembre decidia retornar a Londres. Aquell mateix dia, però, Harald III de Noruega també va reclamar el tron anglès i amb l'ajuda del traïdor Tostig invadia el nord d'Anglaterra, desembarcant a la boca del Riu Tyne.
Els invasors Harald i Tostig derrotaren els nobles anglesos Edwin de Mèrcia i Morcar de Northumbria, germans i alhora cunyats de Harold, en la batalla de Fulford el 20 de setembre. Però Harold havia anat al seu encontre a marxes forçades i cinc dies després els derrotava a la batalla de Stamford Bridge. Harald i Tostig van morir en la batalla.
Segons el poeta i historiador Snorri Sturluson, just abans de la batalla un cavaller anglès va anar a l'encontre de Harald Hardrada i Tostig, oferint a aquest darrer terres i dominis si abandonava al noruec. Quan Tostig li va preguntar quina era l'oferta per Harald de Noruega, l'anglès li va oferir un forat de 2 metres sota terra, perquè el rei Noruec era més alt que la resta d'homes. Impressionat per la resposta, Harald li va preguntar a Tostig qui era aquell home i aquest li va dir que era el rei Harold.

## Batalla de Hastings

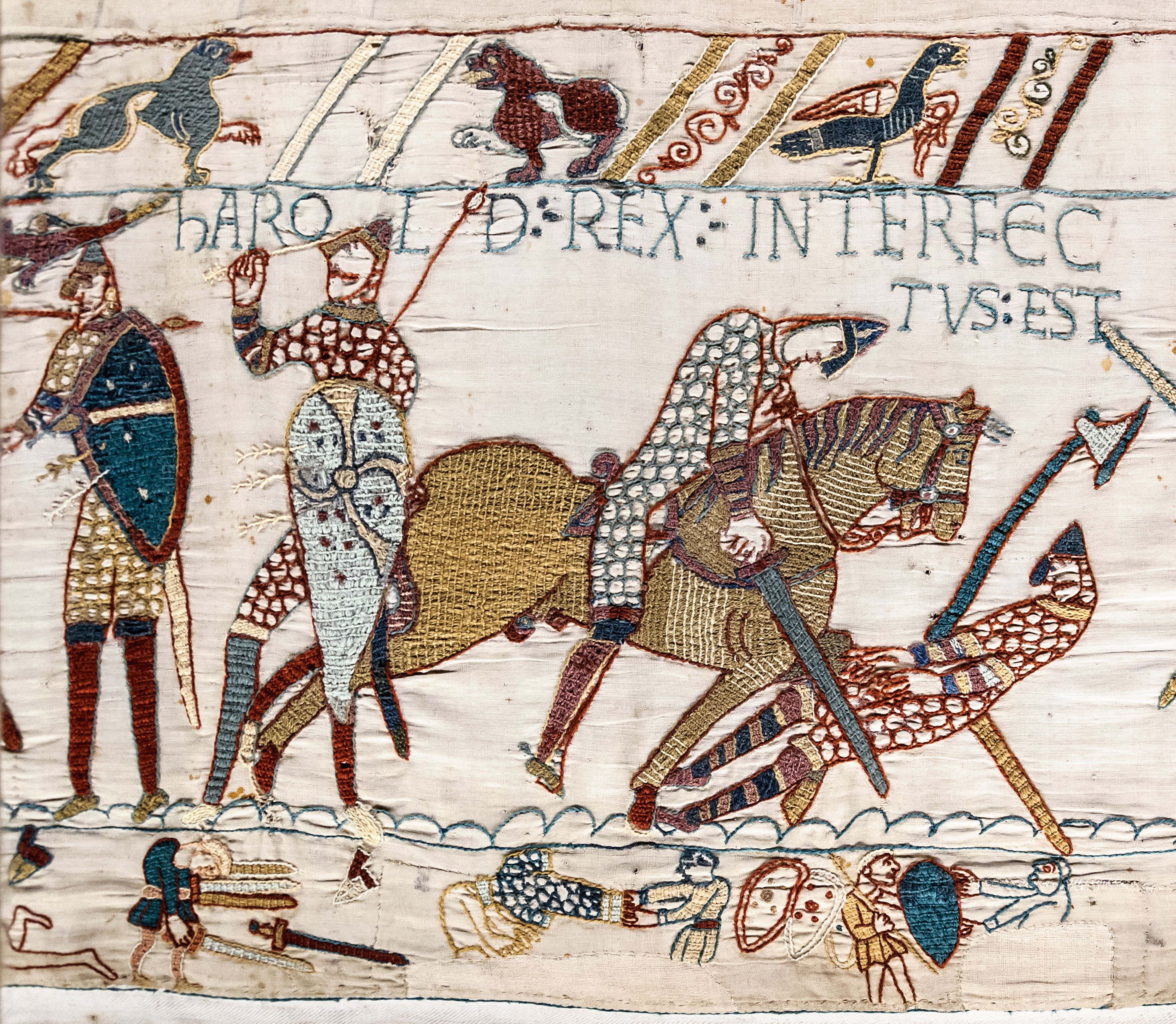
La mort de Harold mostrada en el Tapís de Bayeux amb l'anotació Harold Rex Interfectus Est, "Harold el rei fou mort".

Harold no va tenir temps de fruir la victòria, ja que la flota invasora de Guillem va desembarcar a terres angleses el 27 de setembre. (Els historiadors creuen improbable que els vents no fossin favorables durant 9 mesos i que més aviat Guillem sabia dels plans d'invasió de Harald de Noruega. Per això va esperar fins que aquesta tingué lloc i Harold es trobava lluitant al nord per atacar ell mateix des del sud).
El rei Harold es va veure obligat a marxar 386 quilòmetres per anar a l'encontre de Guillem, a qui va interceptar finalment a Hastings, el 14 d'octubre. L'exèrcit anglès estava òbviament esgotat per la batalla i la llarga marxa, i després de nou hores de lluita intensa, fou totalment derrotat. El rei Harold fou mort juntament amb els seus germans Gyrth i Leofwine.
Segons una narració de la batalla escrita pel bisbe d'Amiens poc després d'aquesta, Harold fou mort per quatre cavallers normands i el seu cos fos esquarterat. Però narracions posteriors diuen que Harold va morir al rebre una fletxa en un ull. En el Tapís de Bayeux es poden veure dues figures sota la inscripció "Harold Rex Interfectus Est", una amb una fletxa clavada a l'ull i una essent esquarterat sota un cavall, pel que és possible que succeïssin ambdues coses.

## Llegat
La seva filla Gytha de Wessex es va casar amb Vladimir Monomakh de l'estat Rus de Kiev.
El seu fill Ulf, juntament amb Morcar de Northumbria fou pres per Guillem, però alliberats poc abans de la mort d'aquest el 1087. Ulf es va unir al fill de Guillem, Robert II de Normandia.
Dos altres fills de Harold, Godwine i Edmund, que van escapar amb vida de la Batalla de Hastings, van envair Anglaterra el 1068 i 1069 amb les tropes de Diarmait mac Mail na mBo, gran rei d'Irlanda. Van morir a Irlanda.